# Список богомолів Греції
У фауні Греції відомо 11 видів богомолів. Богомоли поширені в основному в субтропічних та тропічних країнах з теплим кліматом, лише окремі види зустрічаються у помірному кліматі. Один з перших описів видів опублікував Алфред Калтенбах у 1966 році, навівши 4 види з північно-східної Греції. У північно-західній частині країни перетинаються ареали двох видів богомолів роду Ameles, визначення яких утруднено, тому різні джерела описують знахідки як Ameles decolor чи Ameles heldreichi, а наявність обох видів має бути додатково досліджена. Також неясний статус видів роду Rivetina — Rivetina baetica та Rivetina balcanica, оскільки низка дослідників не визнає останній окремим видом. На початку XXI століття відбувається розширення ареалів Sphodromantis viridis та Hierodula trancaucasica, які заселяють все більші частини країни.

## Список видів
| Наукова назва, автор, рік опису       | Таксономія          | Статус МСОП | Зображення | Зауваження щодо поширення                                                                           |
| Mantis religiosa Linnaeus, 1758       | Родина Mantidae     | LC          |            | Відомий зокрема з острова Корфу, Родопських гір, Західної Фракії                                    |
| Empusa fasciata Brullé, 1832          | Родина емпузові     | DD          |            | Відомий зокрема з Західної Фракії                                                                   |
| Iris oratoria Linnaeus, 1758          | Родина Tarachodidae | -           |            | Відомий зокрема з Родопських гір, Західної Фракії, імаго трапляються з червня по вересень           |
| Geomantis larvoides Pantel, 1896      | Родина Mantidae     | —           |            | Відомий зокрема з острова Корфу, на узбережжі поблизу гирла річки Места                             |
| Rivetina balcanica Kaltenbach, 1963   | Родина Mantidae     | —           |            | |
| Rivetina baetica Rambur, 1963         | Родина Богомолові   | —           |            | Відомий зокрема з Родопських гір, де мешкає на південних схилах ближче до узбережжя                 |
| Bolivaria brachyptera Pallas, 1773    | Родина Богомолові   | —           |            | Відомий на острові Крит                                                                             |
| Ameles decolor Charpentier, 1825      | Родина Mantidae     | —           |            | Відомий з Іонічних островів                                                                         |
| Ameles heldreichi Br.v.W., 1882       | Родина Mantidae     | —           |            | Відомий зокрема з острова Корфу, Родопських гір, Західної Фракії, імаго трапляються у серпні-жовтні |
| Hierodula trancaucasica Brunner, 1878 | Родина Mantidae     | —           |            | Виявлений у 2017 році у номі Серрес на півночі та острові Тасос                                     |
| Sphodromantis viridis Forskal, 1775   | Родина Mantidae     | —           |            | |